# استن ویکس
استن ویکس (انگلیسی: Stan Wicks؛ ۱۱ ژوئیهٔ ۱۹۲۸ – ۱۹۸۳) یک بازیکن فوتبال بوده است.
وی سابقه بازی برای تیم‌های باشگاه فوتبال ریدینگ و باشگاه فوتبال چلسی را در کارنامه دارد.